# Сербські гайдуки

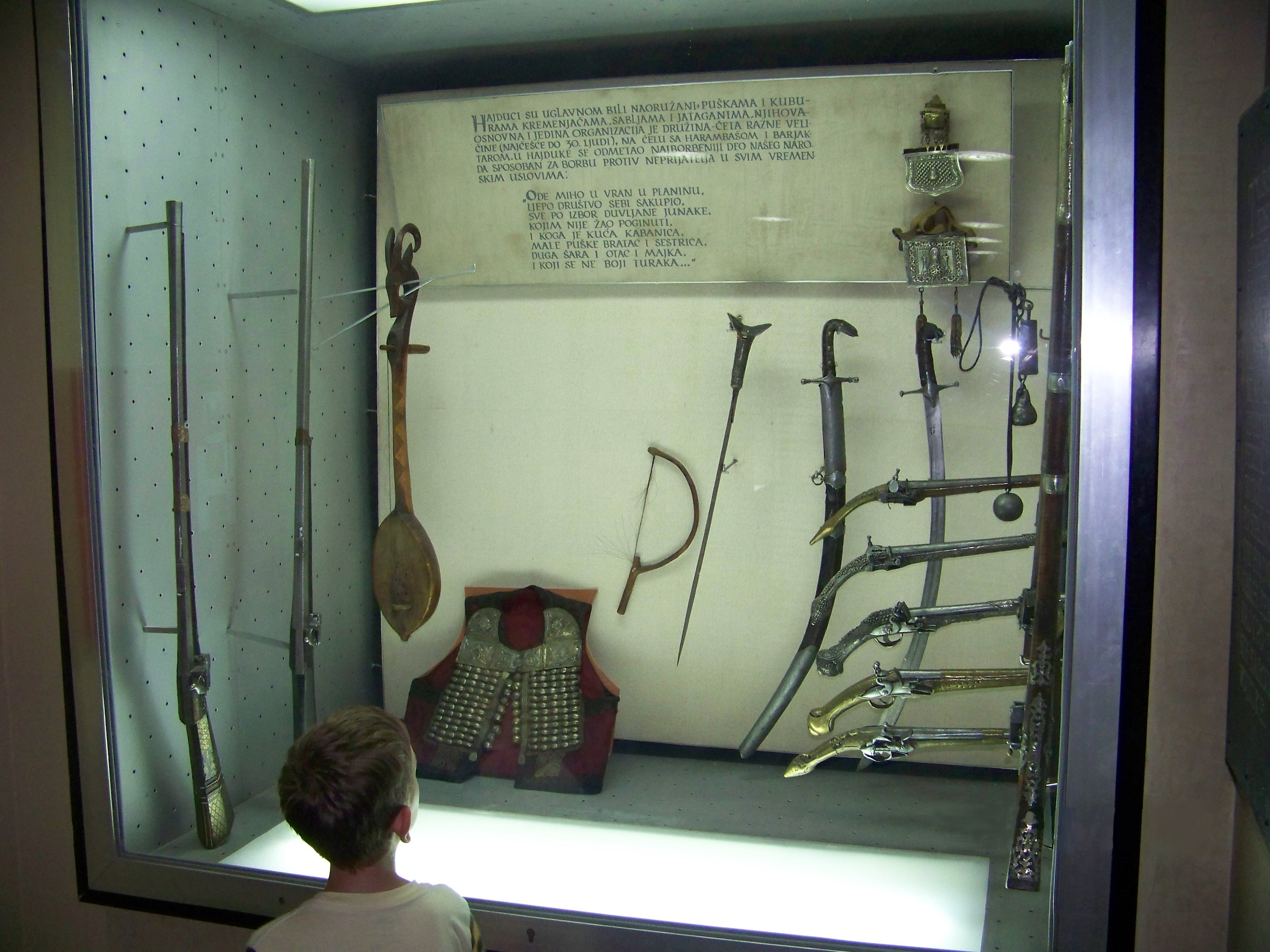
Зброя гайдуків, Військовий музей Белграда.

Сербські гайдуки (серб. хајдуци) — переважно озброєні партизанські борці за свободу (повстанці), рідше розбійники (бандити) на Балканському півострові, що перебував під владою Османської імперії. В Сербії, вони були організованими в групи на чолі з харамбашами («ватажками»), спускалися з гір і лісів, грабували і нападали на османців. Під час великих конфліктів їм часто допомагали іноземні держави, такі як Венеційська республіка та Габсбурзька монархія.
Гайдуки розглядаються як частина сербської національної ідентичності. В оповіданнях гайдуків описували як героїв; вони відігравали роль сербської еліти під час османського панування, захищали сербів від османського гніту, готували національне визволення і сприяли йому під час Сербської революції. Четники також вважали себе гайдуками, борцями за свободу.
Гайдуцький рух відомий як гайдучія (хајдучија) або гайдукування (хајдуковање). Ранги у гайдуків включали булубаша (серб. буљубаша; тур. bölükbaşı) та харамбаша (серб. харамбаша; тур. harami başı), запозичені від османів.
Людей, які допомагали гайдукам, називали ятаками. Ятаки жили по селах і містах і давали їжу та притулок гайдукам. Натомість гайдуки віддавали їм частину награбованого.

## Етимологія
Етимологія слова достеменно невідома. За однією з теорій, походить від турецького слова haidut або haydut, яке спочатку використовувалося османами для позначення угорських і польсько-литовських піхотинців. Інша теорія припускає, що слово походить від угорського слова žátó або hajdó, що означає «пастух» (великої худоби). Обидві теорії не обов'язково протистоять одна одній, і слово hajduk у балканських мовах походить від турецького слова haiduk або hayduk (розбійник).

## 16-е століття
- Старина Новак (~1530–1601), воєначальник на волоській службі, вважається найстаршим гайдуком.

- Делі-Марко (1596—1619), гайдук і воєначальник на службі у Габсбургів.

## 18-е століття
26 листопада 1716 року австрійський генерал Настіч з 400 солдатами і близько 500 гайдуками атакував Требинє, але не захопив його. Об'єднане австро-венеціансько-гайдуцьке військо чисельністю 7 000 чоловік стояло перед стінами Требинє, які захищали 1 000 османів. Османи були зайняті під Белградом і нападами гайдуків на Мостар, і тому не змогли укріпити Требинє. Завоювання Требинє та Попового поля було відкладено до боїв у Чорногорії. Венеціанці захопили Гутово і Попово, де вони відразу ж набрали військову залогу з місцевого населення.

### Королівство Сербія (1718–1739)
Серби створили армію гайдуків, яка підтримувала австрійців. Армія складалася з 18 рот, у чотирьох групах. У цей період найбільш відомими обор-капетанами були Вук Ісакович з Црна-Бари, Млатішума з Крагуєвацу та Коста Дімітрієвич з Парачина.
Найбільш відомими обор-капетанами були Вук Ісакович з Црна Бара, Млатішума і Коста Дімітрієвич з Парачина. Крім обор-капетанів, іншими відомими командирами були капетани Кеза Радівоєвич з Гроцки і Сіма Віткович з Валєво. У Крагуєваці було дві роти по 500 солдатів у кожній. Зі своїм ополченням він завоював Крушевац і захопив багато худоби.

## 19-е століття

### Велика східна криза
Під час Великої Східної кризи, спричиненої сербським повстанням проти Османської імперії у 1875 році в Боснії і Герцеговині (Боснійсько-герцеговинське повстання), князь Петро взяв собі псевдонім гайдука Петра Мрконіча з Рагузи і приєднався до боснійських сербських повстанців як лідер партизанського загону.

### Сербська революція
Серед сербських революціонерів, які були активними гайдуками до революції, були Станое Главаш, Велько Петрович, Стоян Чупич, Лазар Добрич та інші.

## Список відомих гайдуків
Це список видатних людей у хронологічному порядку.

### Ранньомодерний період
- Груїца Жеравіца (1645 р.), гайдук із Герцеговини та південної Далмації під час венеційсько-османської війни (1645—1649)
- Старина Новак (~1530–1601), полководець на волоській службі
- Сава Темішварац (1594—1612), на службі у Габсбургів
- Делі-Марко Сегединак (бл. 1596—1619), на службі у Габсбургів
- Петар Рац (бл. 1596), на службі у Габсбургів
- Джордже Рац (бл. 1596), на службі у Габсбургів
- Михайло Рац (бл. 1596), на службі у Габсбургів
- Кузман Рац (бл. 1596), на службі у Габсбургів
- Нікола Рац (бл. 1596), на службі у Габсбургів
- Вук Рац (бл. 1596), на службі у Габсбургів
- Джордже Сланкаменац (бл. 1596), на службі у Габсбургів
- Живко Црні
- Грдан (бл. 1596–пом. 1612)
- Теодор з Вршаца, Сава Бан і Веля Міронич (бл.1594), підняли повстання в Банаті.
- Йован Рац (бл. 1653)
- Байо Півлянин (1669 р. — помер у 1685 р.), командир на венеціанській службі під час Критської війни
- Йован Монастерлія (1689—1706), командир на австрійській службі
- Арнольд Паоле (пом. 1726), міліціонер на австрійській службі, відомий як нібито вампір
- Вук Ісакович (бл. 1696—1759), полководець на австрійській службі
- Нікац Томович (бл. 1695—1755), полководець у Чорногорії
- Коча Анджелкович (1755—1789), командир на австрійській службі, очолив прикордонне повстання у Кочі
- Станко Арамбашич (1764—1798), командир сербських офіцерів на османській службі
- Лазар Добрич (бл. 1790),

### Сербська революція
- Карагеоргій (1768—1817), лідер Першого сербського повстання та засновник сучасної Сербії
- Станоє Главаш (1763—1815), воєвода в Першому сербському повстанні
- Стоян Чупіч, воєвода в Першому сербському повстанні
- Георге Чурчія (пом. 1804), воєвода в Першому сербському повстанні
- Велько Петрович (бл. 1780—1813), воєвода в Першому сербському повстанні
- Стоян Абраш (1780—1813) брав участь як один із лідерів у Першому сербському повстанні.
- Павло Ірич
- Йован Мічіч
- Петроній Шишо

### Повстанці в Боснії та Герцеговині
- Йован Шибалія (1804—1815), лідер повстанців у Дробняці, брав участь у Першому сербському повстанні
- Шуйо Караджич (1804—1815), лідер повстанців у Дробняці, брав участь у Першому сербському повстанні
- Йоко Кусовац (пом. 1863), священик, сердар і лідер повстанців
- Петар Попович-Пеція (1826—1875), очолював повстання Доляні (1858) і повстання в Босанській Країні (1875–78)
- Лука Вукалович (1823—1873), очолював Герцеговинське повстання (1852–62)
- Міко Любібратич (1839—1889), брав участь у Герцеговинському повстанні (1852–62)
- Перо Тунгуз (пов. 1875),
- Лазо Шкундрич (1875 р.н.),
- Петко Ковачевич (пов. 1875),
- Продан Рупар (1815—1877), керівник Герцеговинського повстання (1875–77)
- Драга Мастілович (пом. 1877), лідер повстанців
- Голуб Бабич (1824—1910), лідер повстанців у Західній Боснії.
- Стоян Ковачевич (1821—1911),

### Повстанці в Старій Сербії та Македонії
- Чакр-паша
- Велика Беговица
- Спіро Црне
- Міцко Крстич
- Глігор Соколович (1872—1910), в Османській Македонії

### Гайдуки в епічній поезії
У сербському епосі гайдуки оспівуються як герої, борці за свободу проти османського панування. Існує цілий цикл про гайдуків та ускоків. Серед найвідоміших гайдуків в епосах — Старина Новак, Малий Радоїца, Філіп Вишнич, Предраг і Ненад, Новак, Груїца Жеравіца та інші.

### Романи
Гайдуки є темою багатьох романів, таких як «Гайдуки» Браніслава Нушича (1955), «Сербські гайдуки» Мільянова та ін. (1996) тощо.